# Fleet Defender
Fleet Defender est un jeu vidéo de simulation de vol de combat développé et publié par MicroProse en 1994 sur PC. Le jeu met le joueur aux commandes d’un avion de chasse Grumman F-14 Tomcat dans un contexte de Troisième Guerre mondiale entre les États-Unis et l’URSS. Le jeu propose deux campagnes. La première se déroule au cap Nord alors qu’un porte-avion américain est attaqué par surprise par les soviétiques. Après avoir repoussé l’attaque, le joueur doit couvrir un débarquement britannique et assurer un soutien aérien lors d’opérations d’attaque sur le territoire soviétique. La deuxième campagne se déroule au Liban, lors d’une invasion israélienne, puis en Libye lors du bombardement de Tripoli. Outre ces deux campagnes, le jeu propose également une campagne d’entrainement pour apprendre à piloter le F-14,,. 

## Accueil
| Fleet Defender |      |       |
| Média          | Pays | Notes |
| Gen4           | FR   | 82 %  |
| Joystick       | FR   | 87 %  |